# Euglenes pygmaeus
Euglenes pygmaeus is een keversoort uit de familie schijnsnoerhalskevers (Aderidae). De wetenschappelijke naam van de soort werd in 1775 gepubliceerd door Charles De Geer.